# Jordi Riart i Vendrell
Jordi Riart i Vendrell (Lladurs, 1956), enginyer tècnic agrícola i polític català, va ser alcalde de Solsona (2003-2007), regidor de l'Ajuntament de Solsona (2003-2011) i conseller comarcal al Consell Comarcal del Solsonès (2007-2011).

## Biografia
Casat i sense fills, és enginyer tècnic agrícola i treballador de l'Oficina Comarcal del Solsonès del Departament d'Agricultura de la Generalitat.
El seu pas per la política va començar el 2002 quan a instància de la secció solsonina de Convergència Democràtica de Catalunya (CDC) va treballar en uns projectes relacionats amb l'agricultura, la ramaderia i l'àmbit rural que servirien per a tirar unes línies de futur de la ciutat de Solsona.
Aquest contacte amb la formació política el va portar a encapçalar la candidatura de Convergència i Unió a les eleccions municipals de 2003 a Solsona, rellevant l'històric alcalde Ramon Llumà com a cap de llista de CiU a uns comicis a l'Ajuntament.
El 14 de juny de 2003 va ser escollit alcalde de Solsona, càrrec que va ocupar fins al 2007.
Va tornar a ser candidat a les eleccions municipals de 2007, però la pèrdua de la majoria absoluta de CiU a l'Ajuntament solsoní van permetre que Xavier Jounou (ERC) fos el seu successor a l'alcaldia.
Va continuar sent regidor de l'Ajuntament, a l'oposició, fins al 2011, mandat en el qual també va ser conseller comarcal al Consell Comarcal del Solsonès (2007-2011). Va abandonar l'activitat política per manca de suports dins la seva formació.
Entre 2008 i 2009 va haver de fer front a un càncer que el va obligar apartar-se de la seva feina i les seves responsabilitats polítiques. Va impulsar l'Associació Fènix d'ajuda i suport contra el càncer.

## Equip de Govern Municipal (2003 a 2007)
En el mandat que Jordi Riart va ser alcalde de Solsona, aquest fou l'Equip de Govern que encapçalà:
| Equip de Govern (2003-2007)                                      | Càrrec                                                                                    |
| ---------------------------------------------------------------- | ----------------------------------------------------------------------------------------- |
| Jordi Riart i Vendrell (CiU)                                     | alcalde i president de l'Ajuntament                                                       |
| Francesc Azorín i Montañà (CiU)                                  | primer tinent d'alcalde i regidor d'Urbanisme i Esports                                   |
| Jordi Xandri i Solé (CiU)                                        | segon tinent d'alcalde i regidor d'Hisenda, Administració, Serveis, Habitatge i Indústria |
| Immaculada González i Ribes (CiU) (fins al 6 de juliol de 2004)  | tercera tinent d'alcalde i regidora de Sanitat i Benestar i Família                       |
| Montserrat Albacete i García (CiU) (des del 6 de juliol de 2004) | tercera tinent d'alcalde i regidora de Sanitat i Benestar i Família.                      |
| Núria Giné i Esparbé (CiU)                                       | quarta tinent d'alcalde i regidora de Cultura, Educació i Joventut                        |
| Dolores Carmen Pérez i Alcázar (CiU)                             | regidora de Comerç, Consum i Turisme                                                      |
| José Antonio Pelegrina i Murcia (CiU)                            | regidor de Governació, Parcs i Jardins i Medi Ambient                                     |